# Лукас Вера
Лукас Вера (ісп. Lucas Vera, нар. 18 квітня 1997, Берналь, Аргентина) — аргентинський футболіст, центральний півзахисник російського клубу «Оренбург».

## Ігрова кар'єра
Лукас Вера є вихованцем аргентинського клубу «Ланус», у якому у 2017 році дебютував на дорослому рівні у аргентинській Прімері. Влітку 2018 року футболіст відправився в оренду у клуб «Олл Бойз». Після повернення до «Лануса» Вера взяв участь у розіграші Південноамериканського кубка у 2021 році.
І в тому ж році Вера знов був орендований. До клубу «Уракан».
Влітку 2022 року Лукас Вера на правах оренди приєднався до російського клубу «Оренбург». 31 липня футболіст зіграв першу гру у турнірі РПЛ.

## Особисте життя
Рідний брат Лукаса Матіас Вера також професійний футболіст.